# أحمد حشيش
أحمد محمد حشيش هو أستاذ دكتور وفقيه قانوني مصري من مواليد مدينة بنها بمحافظة القليوبية في 27 سبتمبر 1942.

## تربيته وتعليمه
تربي بمدينة الإسكندرية وتلقي تعليمه الأولي بها ثم أتم تعليمه الجامعي بكلية الحقوق جامعة الإسكندرية بحصوله علي ليسانس الحقوق، ودبلوم القانون الخاص، ودبلوم القانون العام، ثم الدكتوراه في القانون عام 1986 في موضوع الدفع بعدم القبول في قانون المرافعات. تدرج بالسلك الأكاديمي حتي شغل كرسي الأستاذية بكلية الحقوق جامعة طنطا المصرية. وساهم في إرساء دعائم دبلوم الدراسات العليا في العلوم القضائية باعتباره أول برنامج أكاديمي متخصص في العلوم القضائية في مصر والعالم العربي.

## مؤلفاته
له العديد من المؤلفات القانونية المتخصصة التي تتناول علم القانون الإجرائي والقضائي التحكيم ومن أبرز مؤلفاته:
- تطور قانون المرافعات واتجاهاته.
- مبدأ عدم جواز تناقض الاحكام.
- نظرية القوة التنفيذية لسند التنفيذ.
- القوة التنفيذية لحكم التحكيم وطبيعة المهمة التحكيمية.

كما أن له العديد من الأبحاث القانونية في ذات التخصص، من أبرزها:
- اعتبار الحجز كأن لم يكن.
- أثر الصفة الأجنبية لعناصر الدعوي المدنية
- نحو فكرة عامة للوساطة الإجرائية باعتبارها عوناً للقضاء

على أن أبرز إسهاماته التي أثري بها المكتبة القانونية العربية هي أبحاثه العلمية متعددة الابعاد والتي مزج فيها علم القانون بالعلوم الإنسانية المختلفة كعلوم الاجتماع والاقتصاد والأديان. يعتبر أول من صك مبدأ سمو القانون الإلهي علي التشريع من خلال إطار نظري ترابطت حلقاته بسلسلة من الأبحاث العلمية تناولت عدة تطبيقات لهذا المبدأ.
من أبرز إسهاماته الفكرية لصقل مبدأ أسلمة القانون:
- التنظيم القضائي في ضوء مبدأ سمو القانون الإلهي علي التشريع.
- فكرة المحكمة العليا للأسلمة.
- فكرة الوسطية في العمل الإنساني.
- نظم الحكم في ظل مبدأ سمو القانون الإلهي.
- أزمة قاعة البحث القانوني.